# Cloverdale, Indiana
Cloverdale är en kommun (town) i Putnam County i Indiana. Vid 2010 års folkräkning hade Cloverdale 2 172 invånare.